# La Bouille
La Bouille – miejscowość i gmina we Francji, w regionie Normandia, w departamencie Sekwana Nadmorska. Przez miejscowość przepływa Sekwana. 
Według danych na rok 1990 gminę zamieszkiwały 862 osoby, a gęstość zaludnienia wynosiła 679 osób/km² (wśród 1421 gmin Górnej Normandii Bouille plasuje się na 279. miejscu pod względem liczby ludności, natomiast pod względem powierzchni na miejscu 898.).